# Megalomyrmex timbira
Megalomyrmex timbira är en myrart som beskrevs av Brandao 1990. Megalomyrmex timbira ingår i släktet Megalomyrmex och familjen myror. Inga underarter finns listade i Catalogue of Life.